# ناتشوز
النَّتْشِيَّة أو (نقحرة: ناتشوز) هو طبق مكسيكي يتكون من رقائق التُرتِيّة المقلية أو التوتوبوس المغطاة بالجبن الذائب أو صلصة الجبن بالإضافة إلى مجموعة متنوعة من الإضافات والمقبلات الأخرى والتي غالبًا ما تشمل اللحوم (مثل اللحم البقري المفروم أو الدجاج المشوي) والخضروات (مثل الفلفل الحار والفلفل والخس والطماطم والزيتون) والتوابل (مثل الصلصة أو الغواكامولي أو القشدة الحامضة). يتكون الناتشوز في أبسط أشكاله من رقائق مغطاة بالجبن (جبن تشيدر عادةً) وتُقدم قبل الطبق الرئيسي أو كوجبة خفيفة، في حين أن الأنواع الأخرى كبيرة بما يكفي كطبق رئيسي. صُنع الطبق وسمي باسم أجناسيو أنايا الذي ابتكره عام 1941 للعملاء في مطعم فيكتوري كلوب في بيدراس نيغراس في المكسيك.

## التاريخ
ابتُكر النَتشِيّة في مدينة بيدراس نيغراس في ولاية كواويلا في المكسيك، وهي مدينة تقع على الحدود مباشرة من مدينة إيجل باس في ولاية تكساس الأمريكية. ابتكر أجناسيو أنايا هذا الطبق في مطعم فيكتوري كلوب عام 1940 عندما سألت مامي فينان وهي زبونة دائمة للمطعم إن كان أنايا يستطيع أن يقدم لها ولصديقاتها الثلاثة وجبة خفيفة مختلفة عن المعتاد من مدينة إيجل باس. ذهب أنايا إلى المطبخ وشاهد قطع خبز التُرتِيّة الطازجة المقلية. في لحظة من إلهام الطهي، قطع أنايا خبز التُرتِيّة إلى مثلثات وقام بقليها ثم أضاف جبنة كولبي المبشورة وسخنها بسرعة، وأضاف شرائح فلفل الهالبينو المخلل وقدمتها. بعد تذوق الوجبة الخفيفة، سألت فينان عن اسمه فأجاب أناي:حسنًا، أعتقد أنه يمكننا فقط تسميته بـ ناشو سبيشال.

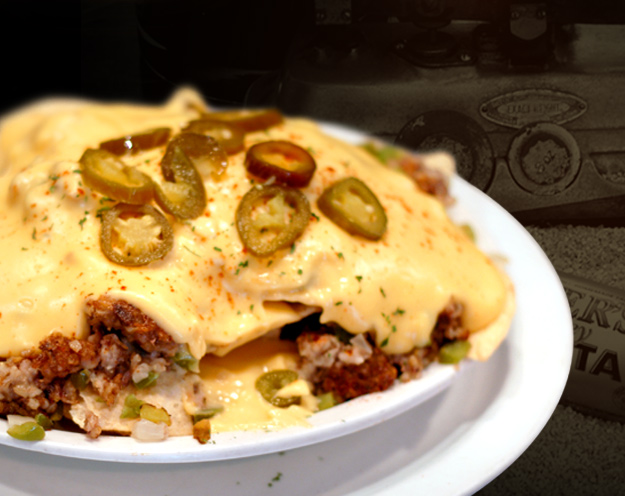
نَتشِيّة بالجبن

## المكونات
تشمل الإضافات الشائعة ما يلي:
- فاصوليا سوداء أو فاصوليا مقلية
- كزبرة
- ثوم معمر أو بصل أخضر

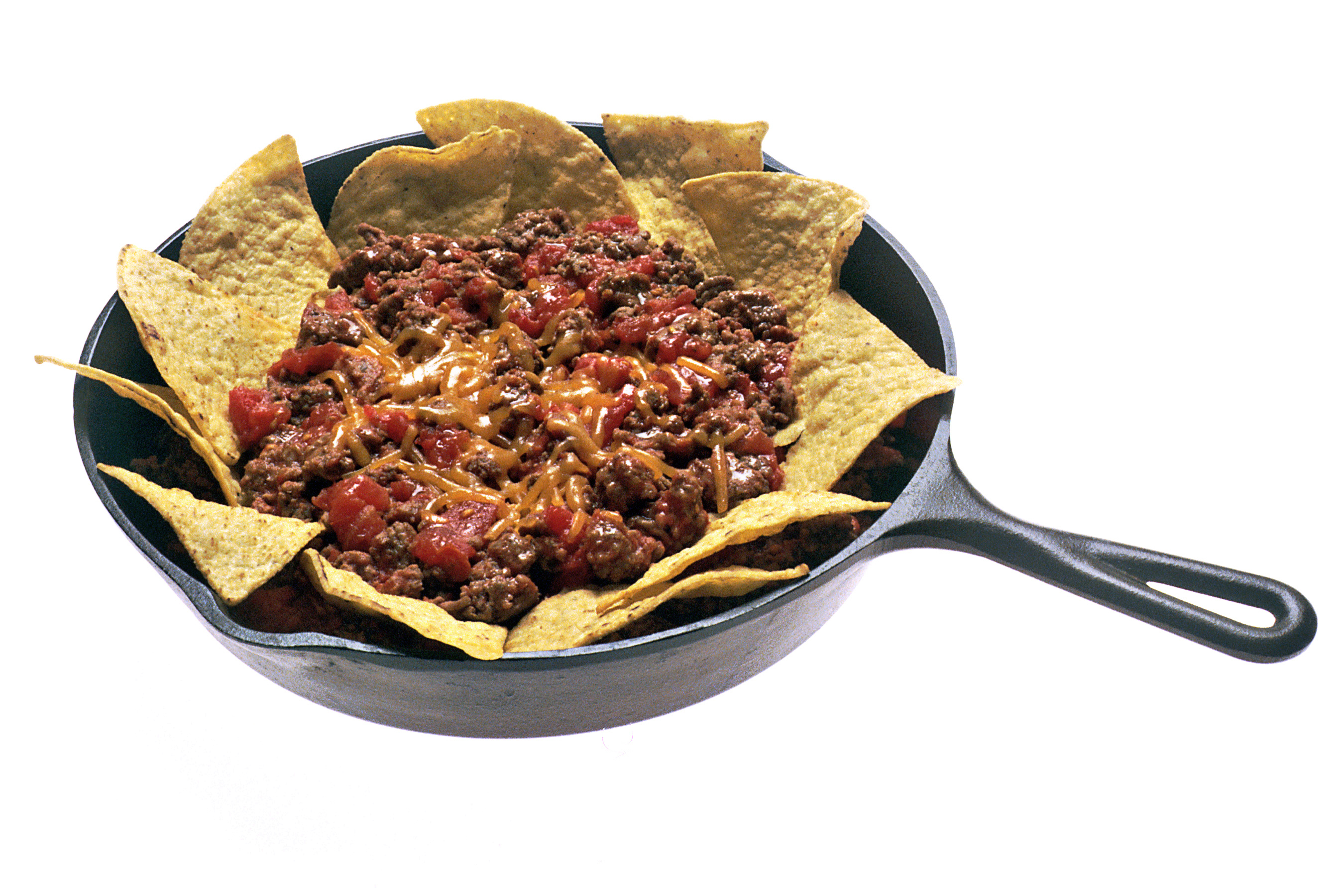
نَتشِيّة باللحم والفاصوليا والجبن

- لحوم، عادة لحم البقر المفروم وشرائح الستيك والدجاج أو من حين لأخر يضاف اللحم المقدد، والبيبروني ولحم البقر المعلب وشرائح اللحم
- القواكامولي
- الهلابينيو أو شطة حارة
- خس
- صوص السبانخ
- ليمون أخضر
- زيتون
- بصل
- ثوم
- مخللات
- كريمة حامضة
- صلصلة الرانش
- طماطم
- جبن النَّتشِيّة
- جبن مبشور
- جبن الشيدار
- جبن الموتزاريلا
- جبن الأوكساكا
- جبن السويسري

وفي بعض الأحيان يطلق على النَّتشِيّة المتنوعة في الإضافات (بالنَّتشِيّة المليئة) أو (سوبر نَتشِيّة). يقدم هذا النوع من الطبق عادة كمقبلات في البارات أو المطاعم في الولايات المتحدة وأماكن أخرى. إلا أن غالبا يكون حجمه كافيا لوجبة رئيسية.
إجمالا، تصف رقائق التُرتِيّة في الصحن كبير، يضاف اللحوم والفاصوليا كمكملات فوقه، وويدهن الصحن كاملا بالجين المبشور، ويوضع الصحن بعدها في الشواية أو الميكرويف ليجعل الجبن يذوب، وثم يغطى بالإضافاتت الباردة (خس مبشور، وطماطم، صلصة، والهلابينيو إلخ)ويقدم فورا.  

في ميمفيس، تينيسي، تقدم النَّتشِيّة بصوص الباربكيو في اغلب مطاعم المختصة بالباربكيو، وأيضا تقدم في المباريات الرياضية. توضع قطع كبيرة من باربكيو لحم كتف الخنزير فوق رقائق التُرتِيّة، ثم تغطى بالجبن الذائب أو جبن النَّتشِيّة، ويضاف صوص الباربكيو وأيضا شرائح فلفل الهلابينيو.

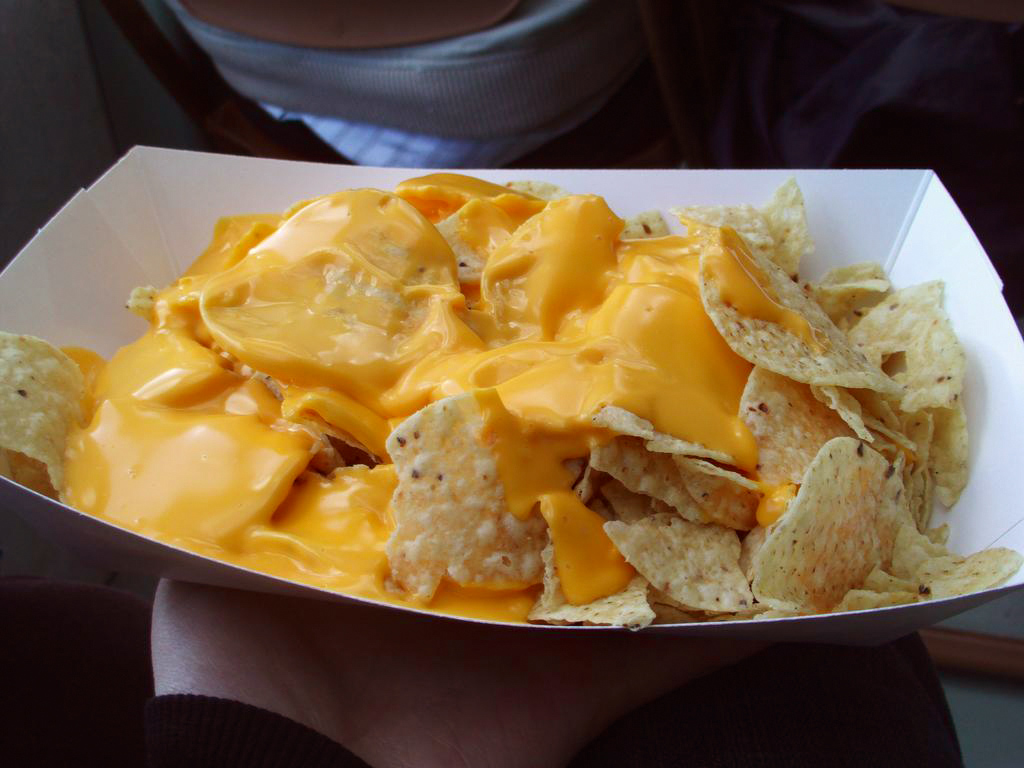
نَتشِيّة مع صوص الجبن المصنع

وفي جزر الهاواي، يقدم لحم خنزير ونَتشِيّة الأناناس في كثير من المطاعم والبارات. يوضع حجم وافر من لحم خنزير وقطع من الأنانس فوق رقائق التُرتِيّة ثم يغطى بالجبن الذائب أو جبن النَّتشِيّة وإضافات متنوعة غيرها.
الطبق المشابه له الذي يتضمن رقائق التُرتِيّة والجبن يتواجد غالبا في مطاعم التيكس مكس.
يقدم طبق جانبي من (chili con queso) و/أو. غالبا أكثر صلصلة، في سلات من رقائق التُرتِيّة الدافئة كمقبلات. 

### جبن النَّتشِيّة
هو نوع من صوص الجبن المعالج الممزوج مع الفلفل وتوابل أخرى وغالبا ما يستخدم كبديل للجبن المبشور الطازج في المؤسسات أو في الأماكن المنتجة الكبيرة، كالمدارس وصالات السينما ولأماكن الرياضية أو في محلات الوجبات السريعة، أو أي مكان يحظر استخدام الجبن الطازج المبشور لوجستيكيا. رغم أن تم تشكيله في الأصل كبديل أرخص وونوع ملائم أكثر لوضعه فوق رقائق النانشوز. أصبح هذا النوع من صوص التغميس مشهورا كافيا في الولايات المتحدة ليجعله متوفرا في بعض المطاعم التي تتخذ الطابع المكسيكي وفي متاجر الأغذية المهمة.